# Veronica obtusata
Veronica obtusata är en grobladsväxtart som beskrevs av Chresem.. Veronica obtusata ingår i släktet veronikor, och familjen grobladsväxter. Inga underarter finns listade i Catalogue of Life.